# Академік Сергій Корольов (судно)
«Академік Сергій Корольов» — науково-дослідне судно проєкту 1908 Академії наук СРСР, побудоване на Чорноморському суднобудівному заводі в Миколаєві 1970 року. Державний прапор СРСР піднято 26 грудня 1970 року. За рівнем оснащення належав до універсальних суден космічного флоту.
Судно мало дві платформи і чотири палуби. Корпус судна розбитий поперечними водонепроникними перебірками на чотирнадцять відсіків. На судні є носова і кормова надбудови: в носовій надбудові розташований ходовий місток, суднова радіостанція, каюти комскладу і експедиції, в кормовій — передавальний радіоцентр, каюти екіпажу. Палуби і платформи з'єднані між собою трапами і п'ятьма вантажними ліфтами.

## Призначення
Основне призначення судна: забезпечення оперативного керування космічними апаратами (вимірювання параметрів траєкторії, приймання і обробка телеметричної інформації і передавання командної інформації, забезпечення зв'язку з космонавтами) за межами зони радіовидимості наземного автоматизованого комплексу управління, дослідження верхніх шарів атмосфери і космічного простору. Основний район роботи — Атлантичний океан.

## Історія
Розроблено в ЦКБ «Чорноморсуднопроєкт», замовлення на проект 1908, («Канопус») видало у вересні 1968 року Міністерство оборони СРСР. Головний конструктор — С. М. Козлов (керівник ЦКБ «Чорноморсуднопроєкт»), провідний конструктор — Юрій Теодорович Каменецький. Будівництво велося на Чорноморському суднобудівному заводі, в кооперації брало участь близько 200 розробників і постачальників, судно здано замовнику 28 грудня 1970 року.
У свою першу експедицію «Академік Сергій Корольов» вирушив 18 березня 1971 року, за весь час служби виконав двадцять дві експедиції, тривалістю від одного до одинадцяти місяців. Останній рейс судно виконувало від 19 квітня до 28 жовтня 1991 року.
Після розпаду Радянського Союзу судно дісталося Україні, але через скорочення космічних програм і відсутність коштів подальша експлуатація та утримання судна виявилися невигідними.
1996 року судно продано Індії, перейменовано на Orol і восени того ж року розпиляно на металобрухт на кладовищі кораблів у Алангу.

## У філателії

Поштові марки
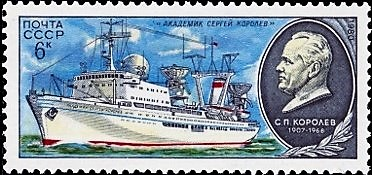
Марка СРСР, Науково-дослідне судно «Академік Сергій Корольов»
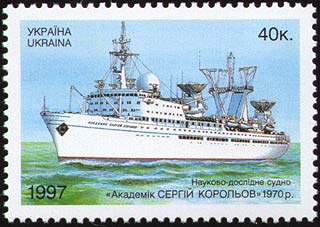
Марка України, Науково-дослідне судно «Академік Сергій Корольов»